# Palača oružja
Palača oružja (ruski: Оружейная палата) je jedan od najstarijih muzeja u moskovskom kremlju, koji je sada dio muzeja moskovskog kremlja. Palača oružja je izgrađena kao neorenesansna oružarnica od 1844. do 1851. godine, po nacrtu arhitekta Konstantina Tona, te kao sastavni dio carske rezidencije Kremlja.

## Povijest
Preteča današnje Palače oružja je riznica velikih moskovskih knezova i državna radionica za proizvodnju oružja, ratne opreme, pribora, nakita, konjske opreme itd. Oboje su bili smješteni u zgradi iz 1508. god. koja je stajala na mjestu današnje. Najfiniji moskovski oružari (kao braća Vjatkin), zlatari (Gavrila Ovdokimov) i slikari (Simon Ušakov) su djelovali u ovoj zgradi. Od 1640. do 1683. godine oni su otvorili ikonopisne i slikovne ateljee u kojima su se davale lekcije o slikarstvu i rukotvorinama. God. 1700. oružarnica je obogaćena blagom Zlatne i Srebrne komore ruskih carskih vlasti, a kad je Petar Veliki preselio glavni grad iz Moskve u Sankt Peterburg, zgrada nekadašnje riznice i radionica su 1711. god. postali muzejom. 
Aleksandar I., ruski car je u Palači oružja 1806. godine osnovao muzej u kojemu je danas Muzej ruskog državnog znakovlja i dijamanata („Fundacija dijamanata”). 
Nakon boljševičke revolucije, zbirka Palače oružja obogaćena je blagom opljačkanim iz patrijarhove sakristije, kremljskih katedrala, samostana i privatnih zbirki. Neke od njih prodane su u inozemstvo za vrijeme Staljina, 1930-ih. God. 1960. Palače oružja je postala službeni muzej Kremlja.

## Kolekcija
U dvije dvorane Palače oružja nalaze se djela ruskih zlatara od 12. do 19. stoljeća. Kolekcija tkanina i nošnji od 14. do 19. stoljeća od neprocjenjive je vrijednosti. Bogate su i zbirke ne-ruskih umjetnika, osobito djela zlatara od 15. do 19. stoljeća. Kolekcija srebrnih predmeta londonskih majstora iz 16. i 17. stoljeća toliko je cjelovita da u Engleskoj ne postoji takva kolekcija.
Palača ima šest odjela: oružje, ruske proizvode od zlata i srebra od 12. do 19. stoljeća, tkanine, djela stranih majstora od 15. do 19. stoljeća, stare državne simbole (insignije) i odjel za konjsku opremu.
Nekadašnja carska riznica danas je najbogatiji muzej u Moskvi, tzv. „Ruski dijamantni fond”. Najstariji predmet je kaciga koja je najvjerojatnije pripadala knezu Jaroslavu II., ocu Aleksandra Nevskog. Neki od najistaknutijih izložaka uključuju Carsku krunu Rusije draguljara Jérémie Pauziéa, Monomahovu kapu, Orlov dijamant, bjelokosno prijestolje Ivana Groznog i druga kraljevska prijestolja, te regalije i Fabergéova jaja.

## Vanjske poveznice
- Službene stranice (engl.)

55°44′58″N 37°36′48″E / 55.74944°N 37.61333°E